# Hiserøyna
Hiserøyna (również znana pod nazwą Hisarøya lub Hisarøyna) – wyspa na Morzu Norweskim, należąca do norweskiej gminy Gulen, w okręgu Sogn og Fjordane.

## Wzniesienia
- Dalehaugane
- Djuvikhaugen
- Grønekollen
- Kistefjellet
- Langehamrane
- Maråsen
- Mosehaugen
- Oddehaugen
- Petterfjellet
- Ramnefjellet
- Røvarhaugen
- Smørdalsfjellet
- Stemnebøfjellet
- Storehaugen
- Storhaugen
- Tjuvvikbruna
- Vanehaugen
- Veddalsfjellet
- Veten